# کاهن

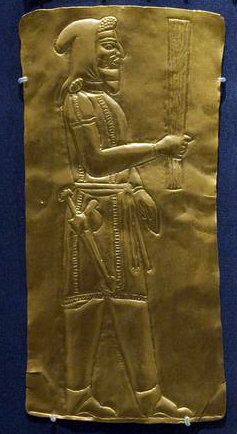
کاهن (مغ) در لباس شرقی

کاهِن (برگرفته از واژه عبری کوهن) یک اصطلاح دینی و مذهبی در دنیای کهن بوده و مترداف با مغان، آثروان و به معنای پیشگو است. تعیین اینکه کدام یک از گروه یاد شده، مقدّم بر سایرین است، مشکل می‌باشد؛ ولی احتمالاً مُغان و آثروان گروه واحدی بوده و فقط به‌واسطهٔ تفاوت زبان یا لهجه از یکدیگر انشقاق یافته‌اند. پیشینهٔ کاهنان به دوران فراعنهٔ مصر مورخ است، اما بعدها این گروه صنفی در هزارهٔ سوم پ.م. در دربار سلاطین میانرودان حضور داشته و به غیب‌گویی و آینده‌نگری مشغول بوده‌اند. یکی از کاهنان معروف در نیمهٔ دوم هزارهٔ سوم پ.م. کاهن بزرگ بروس است.

## وظایف کاهنان
کاهنان غیب‌گو عادة پدیده‌های طبیعی یا آنچه را از امعاء و احشاء حیوانات قربانی درک می‌کردند و نشانهٔ وقایعی می‌پنداشتند یادداشت و ضبط می‌کردند. یادداشت‌های بسیاری از قبیل آنچه ذیلاً ذکر می‌شود محفوظ مانده‌است. « اگر امعاء و احشاء را کاملاً کیسهٔ صفرا فرا گرفته باشد این علامت سارگون بزرگ است که طبق این علامت به عیلام عزیمت کرده و عیلامیان را مطیع ساخته و محاصره کرده و راه دریافت خواربار و آذوقه را بروی ایشان بسته‌است.» سخن از سارگون عهد عتیق پادشاه اکد است که در حدود سال ۲۳۰۰ پ.م. می‌زیسته.